# Hiroki Sekikawa
Hiroki Sekikawa (jap. 関川博紀 Sekikawa Hiroki; ur. 6 maja 1973) – japoński zapaśnik walczący w stylu wolnym. Zajął szesnaste miejsce na mistrzostwach świata w 2001. Szósty na mistrzostwach Azji w 2000. Wicemistrz igrzysk Azji Wschodniej w 2001 roku.